# Joseph Vernon
Joseph Vernon (Coventry, Regne Unit, 1738 - 17 de març de 1782) fou un cantant i actor anglès.
Artista predilecte del públic londinenc i principal figura del teatre de Vauxhall en les seves temporades líriques, oferia la curiosa particularitat que havent començat la seva carrera amb veu de soprano, canviant-li més tard en veu de tenor de timbre molt agradable, encara que d'escàs volum.
Segons els seus biògrafs, suplia les deficiències del seu orgue vocal amb un refinat bon gust i, sobretot, amb les seves extraordinàries facultats d'actor dramàtic, i això fins al punt que aconseguia grans èxits en drames i comèdies. Fou també notable compositor de romances, balades i duets, molts dels quals assoliren fer-se populars.